# Armoriale dei comuni del cantone LUX 06 - Grevenmacher
Questa pagina contiene le armi (stemma e blasonatura) dei comuni del Cantone di Grevenmacher.
| Stemma | Nome del comune e blasonatura |
| ------ | --- |
|        | Betzdorf (inquartato d'azzurro, alla croce ancorata d'argento, e d'argento, al leone d'azzurro armato e lampassato di rosso, alla chiave di rosso, posta in palo e col congegno a destra, attraversante sulla partizione)                            |
|        | Biwer (d'oro, alla croce ancorata di rosso; al capo d'azzurro caricato di due pastorali d'oro, manicati e appuntati d'argento posti in decusse e intrecciati con due anelli dello stesso)                                                            |
|        | Flaxweiler (partito d'oro, al leone di nero armato e lampassato di rosso, e di rosso, alla chiave d'argento posta in palo col congegno a sinistra; alla bordura partita di rosso e d'oro caricata da cinque cinquefoglie forate dell'uno nell'altro) |
|        | Grevenmacher (burellato d'argento e d'azzurro di dieci pezzi, al leone con la coda forcata di rosso, armato, lampassato e coronato d'oro, caricato da una chiave d'argento posta in sbarra)                                                          |
|        | Junglinster (d'argento, a due pali di rosso, alla croce trifogliata di nero attraversante sul tutto) |
|        | Manternach (inquartato d'oro e d'azzurro, alla croce ancorata inquartata di rosso e d'argento attraversante sulla partizione) |
|        | Mertert (d'azzurro, al grifone troncato d'argento e di rosso) |
|        | Wormeldange (partito d'oro a di verde, a due tralci di vite fruttati di due pezzi e pampinosi di due pezzi dell'uno nell'altro, alla chiave di rosso, posta in palo, col congegno a sinistra, attraversante sulla partizione)                        |